# Rolândia (kommun)
Rolândia är en kommun i Brasilien.   Den ligger i delstaten Paraná, i den södra delen av landet, 900 km söder om huvudstaden Brasília. Antalet invånare är 57 870.
Följande samhällen finns i Rolândia:
- Rolândia

Runt Rolândia är det i huvudsak tätbebyggt. Runt Rolândia är det ganska tätbefolkat, med 160 invånare per kvadratkilometer.